# Sorbey (Meuse)
Sorbey település Franciaországban, Meuse megyében. Lakosainak száma 233 fő (2022. január 1.). Sorbey Grand-Failly, Longuyon, Arrancy-sur-Crusnes, Pillon, Rouvrois-sur-Othain és Saint-Laurent-sur-Othain községekkel határos.

## Népesség
A település népessége az elmúlt években az alábbi módon változott:
| Lakosok száma | 192  | 165  | 139  | 193  | 259  | 263  | 272  | 252  | 242  | 233  |
|               | 1968 | 1982 | 1990 | 2006 | 2013 | 2015 | 2017 | 2019 | 2020 | 2022 |